# Паркаи, Иштван
И́штван Па́ркаи (венг. Párkai István; 30 июня 1928, Будапешт, Венгрия — 17 марта 2023, Будапешт, Венгрия) — венгерский дирижёр и музыкальный педагог.

## Биография
В 1938—1953 гг. учился игре на фортепиано под руководством Белы Амбрози, однако с 1950 года интересы Паркая переключились преимущественно на дирижирование, и в 1955 году он окончил Академию музыки имени Листа по классу дирижирования Ласло Шомодьи. На протяжении многих лет преподавал там же.
С 1963 года руководил Камерным хором имени Ференца Листа. Участвовал в ряде ведущих мировых хоровых фестивалей — в том числе во Всемирном хоровом фестивале в Нью-Йорке (1982), где, по мнению рецензента «Нью-Йорк Таймс», дирижёрская работа Паркая с хором из 400 человек при исполнении «Вечерней песни» Золтана Кодая была самой тонкой из представленных.
Лауреат множества венгерских премий, включая высшую — Премию имени Кошута (2007).
Скончался 17 марта 2023 года на 95-м году жизни.